# دراگاش
دراگاش (به صربی: Драгаш) شهری در منطقه پریزرن کشور کوزوو است که در سرشماری سال ۲۰۱۱ میلادی، ۳۳٬۵۸۴ نفر جمعیت داشته‌است.